# Andrzej Konarski z Konar
Andrzej Konarski z Konar herbu Abdank (ur. w XV w., zm. w XVI w.) – burgrabia kościański (1498–1501), starosta koniński (1505), starosta sławkowski (1509), kasztelan kamieński (1516–1517).

## Życiorys
Andrzej był posłem na sejm I Rzeczypospolitej, pełnił role burgrabiego, starosty i kasztelana.

## Życie prywatne
Jego ojcem był Przybysław Konarski, matką zaś Małgorzata z Brzostowa (herb matki pozostaje nieznany). Był bratem Jana Konarskiego, biskupa krakowskiego oraz Stanisława. Około 1480 roku wziął ślub z N. Strzelecką herbu Doliwa, miał z nią trzech synów; Jana, Piotra i Jerzego.